# بروس كاليش
بروس كاليش (بالإنجليزية: Bruce Kalish)‏ هو كاتب سيناريو أمريكي، ولد في 22 مايو 1952 في لوس أنجلوس في الولايات المتحدة.

## وصلات خارجية
- بروس كاليش على موقع IMDb (الإنجليزية)
- بروس كاليش على موقع ألو سيني (الفرنسية)
- بروس كاليش على موقع قاعدة بيانات الفيلم (الإنجليزية)
- بروس كاليش على موقع كينوبويسك (الروسية)